# Виз (мюзикл)
Виз (англ. The Wiz: The Super Soul Musical "Wonderful Wizard of Oz") — мюзикл по сказке Фрэнка Баума «Удивительный волшебник из страны Оз» (1900) в контексте современной афроамериканской культуры. Бродвейская постановка 1975 года получила семь премий «Тони», включая «Лучший мюзикл».

## Создание и развитие
Идея мюзикла принадлежит продюсеру Кену Харперу. В первоначальный состав исполнителей входили Стефани Миллс в роли Дороти Гейл, Стю Гиллиам в роли Страшилы, Тайгер Хейнс в роли Железного Дровосека, Тед Росс в роли Льва, Баттерфлай Маккуин в роли Королевы полевых мышей.
Хореографию разработал Джордж Фэйсон, костюмы — Джеффри Холдер. Оба они получили премию «Тони» за хореографию и дизайн костюмов соответственно в 1975 году.
Впервые был показан 21 октября 1974 года в Балтиморе, с 11 декабря 1974 года по 21 декабря 1974 года в Филадельфии, с 5 января 1975 года шёл в бродвейском театре Маджестик.
Вначале мюзикл получил неоднозначные критические отзывы, и продюсер Кен Харпер решил закрыть его после премьеры на Бродвее, однако этого не произошло. «20th Century-Fox, главный инвестор, вложил ещё 100 000 долларов, чтобы шоу продолжалось, и все согласились на сокращение роялти до тех пор, пока стоимость производства — около 1,1 миллиона долларов — не окупится» — сказал об этом в 1993 году Уильям Ф. Браун, автор сценария. «К восьмой неделе мы окупились».
В телевизионной рекламе мюзикла актёры исполнили песню «Ease on Down the Road», которая оказалась настолько популярной, что была выпущена как сингл, записанный диско-группой Consumer Rapport.
Сингл попал в чарт Billboard Soul Singles, достигнув 19-го места, а в Hot 100 — 42-го.
Мюзикл переехал в театр «Бродвей» на 53-й улице 25 мая 1977 года и закрылся 28 января 1979 года. За четыре года были показаны 1672 представления.
В бродвейский основной состав исполнителей входили Стефани Миллс в роли Дороти Гейл, Стю Гиллиам и Хинтон Баттл в роли Страшилы, Тайгер Хейнс в роли Железного Дровосека, Тед Росс в роли Льва, Таша Томас в роли Тёти Эм, Ди Ди Бриджуотер в роли Доброй волшебницы Глинды, Андре де Шилдс в роли Волшебника Оз, Мэйбл Кинг в роли Злой ведьмы Запада, Кларис Тейлор в роли Доброй ведьмы Севера.

## Возрождение
Возрождённый мюзикл шёл на Бродвее в театре Лант-Фонтэнн с 24 мая 1984 года по 3 июня 1984 года, закрывшись после 13 спектаклей. Затем он шёл в Лондоне с 11 декабря 1984 года по 2 февраля 1985 года.

## Награды и номинации

### «Тони»
Все награды и номинации «Тони» относятся к 1975 году.
- Премия «Тони» за лучший мюзикл, победа.
- Премия «Тони» за лучший сценарий мюзикла[англ.] — Уильям Ф. Браун[англ.], номинация.
- Премия «Тони» за лучшую оригинальную музыку[англ.] — Чарли Смоллс[англ.], победа.
- Премия «Тони» за лучшую мужскую роль второго плана в мюзикле — Тед Росс[англ.], победа.
- Премия «Тони» за лучшую женскую роль второго плана в мюзикле — Ди Ди Бриджуотер, победа.
- Премия «Тони» за лучшую режиссуру мюзикла[англ.] — Джеффри Холдер, победа.
- Премия «Тони» за лучшую хореографию — Джордж Фэйсон[англ.], победа.
- Премия «Тони» за лучший дизайн костюмов[англ.] — Джеффри Холдер, победа.

### «Драма Деск»
Все награды и номинации «Драма Деск» относятся к 1975 году.
- Премия «Драма Деск» в номинации «Лучший мюзикл»[англ.], победа.
- Премия «Драма Деск» в номинации «Лучшая главная актриса в мюзикле»[англ.] — Стефани Миллс, номинация.
- Премия «Драма Деск» в номинации «Лучший актёр второго плана в мюзикле» — Тед Росс[англ.], победа.
- Премия «Драма Деск» в номинации «Лучший актёр второго плана в мюзикле» — Хинтон Баттл[англ.], номинация.
- Премия «Драма Деск» в номинации «Лучшая актриса второго плана в мюзикле» — Мэйбл Кинг[англ.], номинация.
- Премия «Драма Деск» в номинации «Лучший режиссёр мюзикла» — Джеффри Холдер, номинация.
- Премия «Драма Деск» в номинации «Лучший хореограф» — Джордж Фэйсон[англ.], победа.
- Премия «Драма Деск» в номинации «Лучшая музыка и текст» — Чарли Смоллс[англ.], победа.
- Премия «Драма Деск» в номинации «Лучший декоратор» — Том Джон, номинация.
- Премия «Драма Деск» в номинации «Лучший костюмер» — Джеффри Холдер, победа.

### «Грэмми»
- 1976: Премия «Грэмми» за лучший альбом музыкального театра — Чарли Смоллс[англ.], победа.